# شهرستان سانگلا بوری
شهرستان سانگلا بوری (به تایلندی: สังขละบุรี) واقع در استان کانتچانابوری تایلند است. این شهرستان دارای ۳ شهر و ۲۰ روستا است.
| شماره. | نام     | تایلندی | تعداد روستا |  |
| ------ | ------- | ------- | ----------- |  |
| ۱.     | نونگ لو | หนองลู   | ۱۰          |  |
| ۲.     | پرانگل  | ปรังเผล  | ۴           |  |
| ۳.     | لایوو   | ไล่โว่    | ۶           |  |